# Wang Quan'an
Dans ce nom chinois, le nom de famille, Wang, précède le nom personnel.
Wang Quan'an (dont le nom se prononce Wang Tchuen an) est un réalisateur chinois né en 1965 à Yan'an dans le Shaanxi.

## Biographie
Il est diplômé de l'Académie de cinéma de Pékin. De 1999 à 2009, il a partagé la vie de l’actrice Yu Nan, sa muse, actrice principale de son premier film, Éclipse de Lune (1999) et des trois suivants (Apart Together est le premier de ses films dans lequel Yu Nan ne joue pas). Plusieurs de ses films mettent en scène une Chine rude et rurale, secouée par la modernisation. Il a tourné en Mongolie à plusieurs reprises, pour Le Mariage de Tuya, puis pour La Femme des steppes, le flic et l'œuf.
Wang Quan’an a obtenu l'Ours d'or en 2007 au festival de Berlin avec Le Mariage de Tuya. Scénariste de tous ses films, il a également reçu (avec Na Jin) l'Ours d'argent du meilleur scénario au 60e Festival du Film de Berlin pour Apart Together.
En février 2017, il est annoncé qu'il sera membre du jury international du 67e Festival de Berlin, sous la présidence du réalisateur Paul Verhoeven.

## Filmographie
- 1999 : Éclipse de Lune
- 2004 : Jing zhe
- 2006 : Le Mariage de Tuya (Tuya de hun shi)
- 2009 : La Tisseuse (Fang zhi gu niang)
- 2010 : Apart Together
- 2012 : Bailuyuan
- 2019 : La Femme des steppes, le flic et l'œuf (Öndög)

## Distinctions

### Récompenses
- Berlinale 2007 : Ours d'or pour Le Mariage de Tuya
- Berlinale 2010 : Ours d'argent du meilleur scénario pour Apart Together
- Festival des trois continents 2019 : Montgolfière d'or pour La Femme des steppes, le flic et l'oeuf (Öndög)[3]